# Cheyenne Parker
Pour les articles homonymes, voir Parker.
Cheyenne Parker, née le 22 août 1992 à New York (États-Unis) est une joueuse américaine de basket-ball.

## Enfance
Cheyenne Parker naît dans une famille monoparentale du quartier du Queens à New York. Elle déménage avec sa mère à High Point (Caroline du Nord), terre de basket-ball. Elle rejoint le lycée de Southwest Guilford .

## Carrière aux États-Unis
Elle rejoint l'équipe universitaire locale Panthers de High Point de 2010 to 2013. Après un test positif au cannabis, elle est remerciée par son équipe et doit passer l'année 2013-2014 hors des terrains. Elle s'engage pour les Blue Raiders de Middle Tennessee, où elle établit des records de points inscrits et de pourcentage de réussite, ce qui lui vaut d'être choisie en 5e position de la draft WNBA 2015 par le Sky de Chicago. Lors de saison rookie, ses moyennes en saison régulière de 2,2 points par rencontre, qu'elle porte lors de sa deuxième saison à 4,0 points en 25 rencontres dont 7 titularisations et enfin 3,0 points sans titularisation lors de la saison WNBA 2017.
Elle s'impose lors de la saison WNBA 2017 établissant notamment une performance de 20 points et 13 rebonds dans une victoire 95 à 90 face aux Aces de Las Vegas le 3 juin. En 2019, le Sky la reconduit pour deux saisons. Le 24 juin, elle établit son nouveau record personnel de points avec 22 unités lors d'un succès 93 à 75 sur le Sun du Connecticut, marque qu'elle égalise lors d'une défaite 93 à 85 face au Lynx du Minnesota. Lors de la saison WNBA 2020, ses statistiques sont de 13,4 points et 6,4 rebonds en 20 rencontres disputées.
Lors de la saison WNBA 2021, elle joue pour le Dream d'Atlanta mais met un terme à sa saison mi-juillet car enceinte.

### Carrière à l'étranger
De 2015 à 2017, elle joue deux saisons en Chine pour Henan Phoenix,, puis en 2017-2018 en Pologne pour Wisła Cracovie. En 2018-2019, elle signe en Corée du Sud avec Bucheon KEB Hana Bank. En 2019, elle s'engage en Chine pour les Blue Whales de Sichuan , mais sa saison (27,4 points, 13,5 rebonds) est écourtée par le pandémie de Covid 19, ce qui l'amène à signer fin février pour le club français de Montpellier. En raison de la pandémie en France, elle ne dispute aucune rencontre, mais Nia Coffey étant blessée, elle fait son retour à Montpellier pour le début de la saison LFB 2020-2021.

## Statistiques en NCAA

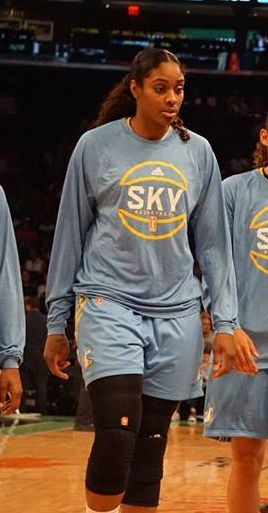
Cheyenne Parker avec le Sky en 2015.

Source : NCAA
| Year    | Team             | GP  | Points | FG%  | 3P%  | FT%  | RPG  | APG | SPG | BPG | PPG  |
| ------- | ---------------- | --- | ------ | ---- | ---- | ---- | ---- | --- | --- | --- | ---- |
| 2010-11 | High Point       | 30  | 234    | 41.8 | 9.1  | 64.7 | 8.0  | 0.7 | 1.1 | 2.5 | 7.8  |
| 2011-12 | High Point       | 33  | 430    | 50.0 | -    | 63.5 | 12.2 | 0.8 | 2.1 | 3.7 | 13.0 |
| 2012-13 | High Point       | 30  | 536    | 49.1 | -    | 65.2 | 13.2 | 1.9 | 2.3 | 4.4 | 17.9 |
| 2014-15 | Middle Tennessee | 22  | 409    | 58.8 | 33.3 | 67.6 | 11.0 | 1.7 | 1.3 | 4.0 | 18.6 |
| Career  |                  | 115 | 1609   | 50.2 |      | 65.2 | 11.1 | 1.2 | 1.7 | 3.6 | 14.0 |

## Distinctions personnelles
- Meilleure débutante de la Big South Conference (2011)[1]
- Meilleure joueuse de la Big South Conference (2012, 2013)[1]